# Kim Small (hockey sur gazon)
Pour les articles homonymes, voir Kim Small et Small.
Kim Small (Tuckwell  après mariage), née le 13 avril 1965, est une joueuse de hockey sur gazon australienne.

## Carrière
Kim Small fait partie de l'équipe d'Australie de hockey sur gazon féminin sacrée championne olympique aux Jeux olympiques de 1988 à Séoul, qui est la première équipe australienne de l'histoire, tous sports collectifs confondus, médaillée d'or olympique,.